# Joaquim Puigvert i Pastells
Joaquim Puigvert i Pastells (Vilobí d'Onyar, 1928-) és un fotògraf i cineasta català. Va practicar durant els anys cinquanta una animació pictòrica influenciada per la del canadenc Norman McLaren, reconegut exponent del cinema pintat a mà sobre el cel·luloide.
Com a fotògraf, té una obra dilatada des del 1939, molt vinculada a una mirada gairebé antropològica cap al món rural de Vilobí d'Onyar, però també amb un sentit estètic i experimental. El 1964 va iniciar una estreta i creixent relació d'amistat, d'influència mútua i de treball conjunt amb l'artista Domènec Fita.
El 2004, una mostra múltiple va mostrar la seva trajectòria a la Fundació Fita, el Museu d'Història de la Ciutat de Girona, el Museu del Cinema i el Centre Cultural Can Roscada de Vilobí d'Onyar. Arran d'aquestes exposicions es va editar el llibre Puigvert, 65 anys d'imatges, amb text de Joaquim Jubert i Gruart, on s'estudia la seva obra i se'n reprodueixen diverses imatges.
El 2015 es va incorporar obra seva a l'exposició temporal Del segon origen. Arts a Catalunya 1950-1977, que va tenir lloc al Museu Nacional d'Art de Catalunya, comissariada per Valentín Roma i Juan José Lahuerta.
El 2018 va editar el llibre Vilobí d’Onyar, imatges i memòria, amb fotografies i textos del mateix Puigvert, on refon la història de la població a través dels seus records i les seves imatges. Al seu poble, prop de la farmàcia que va regentar durant molts anys, té un carrer amb el seu nom.